# ناصر رحیمی
ناصر رحیمی (زادهٔ ۲۵ اردیبهشت ۱۳۴۱ در تهران) موسیقی‌دان و نوازندهٔ فلوت، فلوت پیکولو، فلوت باس، فلوت آلتو و فلوت ریکوردر و رهبر ارکستر اهل ایران است.

## زندگی و فعالیت هنری
ناصر رحیمی فراهانی در ۲۵ اردیبهشت سال ۱۳۴۱ در تهران متولد شد. در هنرستان موسیقی تهران نوازندگی ساز فلوت را نزد کامبیز روشن روان و منوچهر منشی زاده فرا گرفت.
او درآذر ماه ۱۳۵۸ پس از فراغت از تحصیل به صورت حرفه‌ای وارد ارکستر رادیو شد و از سال ۱۳۶۸ نیز با ارکستر سمفونیک تهران، ارکستر مجلسی صدا و سیما و ارکستر ملی و گروه‌های متعدد تریو، کوارتت، کوئینتت و گروه‌های موسیقی پاپ به عنوان سولیست همکاری داشته‌است.
ناصر رحیمی حدود ۴ سال نوازنده اول ارکستر سمفونیک فرهنگسرای بهمن بود و در بیشتر جشنواره‌های موسیقی فجر با ارکستر سمفونیک تهران همکاری کرده‌است. او همچنین در بیش ار ۱۰۰ موسیقی فیلم و سریال تا کنون به عنوان نوازنده و ناظر ضبط موسیقی شرکت داشته‌است.
او همچنین تدریس در هنرستان موسیقی پسران، هنرستان موسیقی دختران، مرکز آموزش موسیقی صدا و سیما و آموزشگاه‌های مختلف موسیقی را در کارنامه هنری خود دارد.
ناصر رحیمی در سال ۱۳۸۲ از طرف شورای ارزشیابی هنرمندان وزارت فرهنگ و ارشاد اسلامی لوح درجه یک هنری (معادل دکترا) را دریافت نمود.
در خرداد ۱۳۹۸ آئین نکوداشت ناصر رحیمی به همراه امیر صراف (نوازندهٔ پیانو) در تالار جلیل شهناز خانه هنرمندان ایران برگزار شد.
او در آبان ۱۳۹۸ با رهبری «ارکستر دِی» آثار آهنگسازانی چون؛ نینو روتا، انیو موریکونه، کارمینه کاپولا، گوران برگوویچ، هنری مانچینی و … را در تالار رودکی تهران به اجرا گذاشت.

## آثار
ناصر رحیمی به دلیل مهارت بسیار بالا در نوازندگی در بسیاری از آثار موسیقی حضور داشته‌است که برخی از آنان عبارتند از:
- آلبوم موسیقی سریال امام علی - فرهاد فخرالدینی
- آلبوم موسیقی بوی باران - محمدرضا شجریان - حسین یوسف زمانی
- آلبوم موسیقی ولایت عشق - بابک بیات
- آلبوم موسیقی سام و نرگس - بابک بیات
- آلبوم موسیقی تنها ماندم - همایون خرم - محمد اصفهانی[۶]
- آلبوم موسیقی نون و دلقک (ترانهٔ آسیمه سر) - بابک بیات[۷]
- آلبوم موسیقی رسوای زمانه (آلبوم) - همایون خرم - علیرضا قربانی
- آلبوم موسیقی با ستاره‌ها (آلبوم) - محمدجواد ضرابیان - همایون شجریان
- آلبوم موسیقی نسیم وصل - محمدجواد ضرابیان - همایون شجریان
- آلبوم موسیقی ماه غریبستان - محمد اصفهانی
- آلبوم موسیقی عاشق می‌شویم - سالار عقیلی - پیمان سلطانی
- آلبوم موسیقی ایران جوان (وطنم) - شهرام ناظری
- آلبوم موسیقی شب جدایی - همایون شجریان
- آلبوم موسیقی خاموشی دریا - فریدون شهبازیان
- آلبوم موسیقی گبه - حسین علیزاده
- آلبوم موسیقی مسافری از هند - محمدمهدی گورنگی
- آلبوم موسیقی حقیقتی شبیه خیال - محمدمهدی گورنگی
- آلبوم موسیقی پریزاد - مجید اخشابی
- آلبوم موسیقی شب بارونی - رضا صادقی
- آلبوم موسیقی روی دیگر - کیوان هنرمند - بهرام رادان
- آلبوم موسیقی پسرای مشرقی - سعید شهروز - سید بهنام ابطحی
- آلبوم موسیقی زیر آسمون شهر - امیر تاجیک
- آلبوم موسیقی داروگ - روزبه نعمت‌اللهی
- آلبوم موسیقی یادته - خشایار اعتمادی
- آلبوم موسیقی بن‌بست - بابک بیات
- آلبوم موسیقی اسیر عشق - مهدی نظری
- آلبوم موسیقی دو نیمه رؤیا بابک بیات - حمید حامی
- آلبوم موسیقی پادشاه فصل‌ها - حسین پرنیان - علیرضا افتخاری
- آلبوم موسیقی سروش آسمانی - علی‌اصغر شاه‌زیدی
- آلبوم موسیقی خانه‌ای روی آب - بوی کافور عطر یاس - احمد پژمان
- آلبوم موسیقی عطش و آتش - صادق آهنگران - سیدمحمد میرزمانی
- آلبوم موسیقی دوره‌گرد - هومن مهدویان
- آلبوم موسیقی محتسب - علیرضا عصار
- آلبوم موسیقی دیگه مشکی نمی‌پوشم - رضا صادقی
- آلبوم موسیقی گلایه - محمدرضا چراغعلی
- آلبوم موسیقی همه این روزها - کارن همایونفر
- آلبوم موسیقی سیه چشمان - نادر طاهری
- آلبوم موسیقی آرامین - سارا نجفی
- آلبوم موسیقی پادشاه فصل‌ها - علیرضا افتخاری
- آلبوم موسیقی پرنده خیال - محمدرضا علیقلی
- آلبوم موسیقی رد انگشتان من - علی جعفری پویان
- آلبوم موسیقی پاییزان - سامان احتشامی
- آلبوم موسیقی پر پرواز (آلبوم) - شادمهر عقیلی
- آلبوم موسیقی ستاره‌ها بیدار شین - مهدی بزرگمهر